# Journal of Systematic Palaeontology
Le Journal of Systematic Paleontology est une revue scientifique de paléontologie à comité de lecture publiée par Taylor & Francis pour le compte du Musée d'histoire naturelle de Londres. Depuis 2009, le rédacteur en chef  de la revue est Paul D. Taylor.
La revue publie des articles sur les plus récentes descriptions de taxons de faune et de flore, sur des taxons peu connus, et sur de nouvelles approches de systématique. Elle a été créée en 2003. Selon le Journal Citation Reports, la revue a un facteur d'impact de 3,727 en 2014, ce qui la classe au deuxième rang sur 49 revues dans la catégorie « Paléontologie ».